# احتجاجات هايتي 2018–2023
احتجاجات هايتي 2018–2022 هي سلسلة من احتجاجات أمريكا اللاتينية التي شملت جميع مدن وأنحاء هايتي بدأت في 7 يوليو 2018، استجابة لارتفاع أسعار الوقود. مع مرور الوقت تطورت هذه الاحتجاجات إلى مطالب باستقالة رئيس هايتي جوفينيل مويس قادها السياسي المعارض جان تشارلز مويس، الذي صرح على لسان المحتجين بإن هدفهم هو محاكمة المسؤولين الفاسدين وإنشاء حكومة انتقالية توفر برامج اجتماعية.

## خلفية الاحتجاجات

### مظاهرات 2018
في نوفمبر 2017، كشف تحقيق صادر عن مجلس الشيوخ في الفترة بين عامي 2008-2016 (بشأن إدارتي رينيه بريفال وميشال مارتيلي وكذلك رئيس أركان الرئيس جوفينيل موس آنذاك) عن وجود فساد كبير تم تمويله بقروض فنزويلية من خلال برنامج شركة بتروكاريب.
في مارس 2018، وعندما أوقفت فنزويلا شحن النفط إلى هايتي نتج عن ذلك نقص الوقود في البلاد. ومع إزالة الدعم الحكومي عنه في يوليو من نفس العام، ارتفعت أسعار الكيروسين بأكثر من 50 في المائة، مع ارتفاع حاد بالمثل في أنواع الوقود الأحفوري الأخرى. دفعت هذه الزيادة في الضرائب على البنزين والديزل والكيروسين التي دخلت حيز التنفيذ في 7 يوليو 2018 المواطنين في هايتي إلى الاحتشاد في الشوارع. فيما تم إلغاء الرحلات الجوية من والى هايتي من قبل شركات الطيران الأمريكية. تراجعت الحكومة عن الزيادات الضريبية، وقبل الرئيس استقالة رئيس الوزراء جاك جاي لافونتانت في 14 يوليو 2018، حل محله جان هنري كينت بعد شهر واحد.
في منتصف أغسطس 2018، غرد جيلبرت ميرامبو جونيور صورة له معصوب العينين وهو يحمل لافتة من الورق المقوى تحمل عبارة "?Kot kòb PetwoCaribe a" (أين ذهبت أموال بتروكاريب؟). وتم تداول العبارة تحت سجل هاشتاغ (#petrocaribechallenge) على نطاق واسع على وسائل التواصل الاجتماعي.
اجتاح الغضب الناجم عن الاكتشافات واتهامات التحقيق المستمر وسائل التواصل الاجتماعي حتى فصل الخريف. بدأ الاحتجاجات لأول مرة في أكتوبر 2018، حيث كانت التوترات عالية في ليس كايس وجاكميل وسان مارك. ثم، أدى أسبوع من الاحتجاجات في نوفمبر 2018 إلى مقتل 10 أشخاص، عندما فقدت إحدى السيارات الحكومية عجلة وتزاحمت وسط حشد من الناس.

### مظاهرات 2019

#### مارس
بعد ثلاثة أيام من تصويت مجلس النواب على اقتراح للطعن ضد حكومة رئيس الوزراء جان هنري سيان في 18 مارس 2019، استبدله الرئيس جوفينيل مويس بجان ميشيل لابين. بحلول منتصف نوفمبر 2019، لم يتم التصديق على هذا التعديل من قبل البرلمان الهايتي. في ظل عدم وجود حكومة بسبب الجمود بين الرئيس والبرلمان، تلقت هايتي مئات الملايين من الدولارات من المساعدات الدولية - التي كان وجود الحكومة في مكانها شرطًا مسبقًا - تم تعليقه.

#### يونيو
قُتل الصحفي روسبيد بيتيون مساء يوم 10 يونيو 2019، أثناء عودته إلى منزله بعد لقاء له في إذاعة Sans Fin في بورت أو برنس. انتقد روسبيد  الحكومة الهايتية على الراديو قبل أن يعود إلى الوطن. تم إطلاق النار عليه في سيارة تابعة لراديو سان فين من قبل مسلح مجهول.

## ردود الفعل

### محليا
حكومة جوفينيل موس
دعا الرئيس جوفينيل مويس معارضيه للمشاركة في حوار سلمي قائلاً «"إن مشاكل البلد ليست سياسية فقط. إن مشاكل البلاد اجتماعية واقتصادية وسياسية"». ذكرت الشرطة الوطنية أن هناك «أفرادًا ضارين» قاموا بمقاطعة الاحتجاجات السلمية في البلاد. رفضت المعارضة بقيادة جان تشارلز موس. عروض الحوار وطالبت باستقالة الرئيس جوفينيل موس ونظمت إضرابًا عامًا على مستوى البلاد لإجباره على الاستقالة من منصبه. كما دعا جان تشارلز مويس، إلى جانب المشرعين المعارضين، إلى تشكيل حكومة انتقالية محل الرئس الحالي وتعويضه بالمعارض السياسي جان تشارلز قائلًا «"إذا كان جوفينيل موس لا يريد التنحي عن السلطة، فسنعين رئيسًا مؤقتًا في الأيام المقبلة".».
في 18 فبراير 2019، ذكرت صحيفة لو نوفيليست أنه تم إلقاء القبض على مواطن محلي وسبعة أجانب في المدينة. في وقت اعتقالهم، كانوا يحملون بنادقهم ومسدساتهم وطائرات بلا طيار وهواتف أقمار صناعية دون لوحة ترخيص. فيما أكد وزير الخارجية الهايتي بوكيت إدموند أن هناك خمسة أمريكيين. وفقًا لرئيس تحرير صحيفة هايتي ليبرتي، تضم المجموعة اثنين من قوات البحرية السابقة وموظف سابق في شركة بلاك ووتر ومرتزقتين صربيين يعيشان في الولايات المتحدة. لقد كانوا مسؤولين عن حماية الرئيس السابق لليانصيب الوطني، الذي خطط لاختلاس 80 مليون دولار من حساب بنك بتروكاريب الذي يسيطر عليه الرئيس ورئيس الوزراء ورئيس البنك المركزي إلى حساب مصرفي يتم التحكم فيه فقط الرئيس جوفينيل موس.

### الولايات المتحدة
صرح المتحدث الرسمي باسم وزارة الخارجية الأمريكية، «"نحن نؤيد حق جميع الناس في المطالبة بحكومة ديمقراطية، شفافة ومحاسبة قادة حكومتهم ... لكن لا يوجد عذر للعنف. العنف يؤدي إلى عدم الاستقرار، والاستثمار الأقل وبالتالي ظائف أقل "». كما أعدت الولايات المتحدة مساعدة إنسانية لضمان الأمن الغذائي في هايتي ودعت إلى محاسبة المسؤولين عن الفساد.

### المنظمات الحكومية الدولية
- مجموعة الكاريبي : صرحت الهيئة أنها «تشعر بقلق عميق إزاء استمرار الاحتجاجات العنيفة في هايتي، والتي أسفرت عن خسائر في الأرواح والممتلكات وتدمير البنية التحتية وتسببت في ضائقة جسيمة» كما «دعت إلى الهدوء ووقف العنف، مناشدة جميع المعنيين بالانخراط في حوار بناء واحترام الدستور وسيادة القانون والعمليات الديمقراطية حتى يمكن حل القضايا في جو سلمي والسماح بالعودة إلى حالة طبيعية».[26]
- منظمة الدول الأمريكية : صرح الأمين العام لويس ألماغرو «أدعو جميع الجهات الفاعلة إلى المشاركة الكاملة في عملية الحوا، واحترام العملية الديمقراطية، واللجوء إلى طرق سلمية لحل النزاعات».[19]
- الأمم المتحدة : صرحت بعثة الأمم المتحدة لدعم العدالة في هايتي في بيان لها إن المجموعة «تستنكر الخسائر في الأرواح والأضرار التي لحقت بالممتلكات نتيجة أعمال العنف غير المقبولة التي وقعت على هامش المسيرات، مع الاعتراف بالمهنية التي أظهرتها الشرطة الوطنية الهايتية ككل»ودعت«الجهات الفاعلة في المجتمع الهايتي، وفي المقام الأول قادة البلاد، إلى الدخول في حوار بناء وشامل من أجل تحديد وتنفيذ حلول واقعية ودائمة للأزمة السياسية والاقتصادية التي تحدث حاليًا في هايتي».[27]

## الانتهاكات
وفقا للجنة حماية الصحفيين، فقد تم استهداف بعض الصحفيين من قبل المتظاهرين. حيث جُرح صحفي جريدة رويترز روبنسون سانون، خلال الاحتجاجات في فبراير 2019، في حين يعتقد أنه تعرض لاصطدامات من قبيل الصدفة.
قُتل الصحفي روسبيدي بيتيون على يد مسلح مجهول وهو في طريقه إلى منزله من إذاعة Radio Sans Fin في 10 يونيو 2019. كما تم استهداف بعض المراسلين الذين قاموا بتصوير الاحتجاجات يومي 9 و 10 يونيو من قبل كل من الشرطة والحشود.